# HovnoZle
HovnoZle je třinácté studiové album české hudební skupiny Krucipüsk, které vyšlo 1. listopadu 2023.

## Podrobnosti
Jde o první album kapely, na kterém se podílel kytarista David Pavlík.
Album bylo 22. dubna 2021 předznamenáno skladbou a lyric videem „Chiméry“. Ta se později na albu objevila v upravené verzi.
Album bylo vydáno na CD a vinylu.

## Přijetí
Album sklidilo vesměs velmi pozitivní recenze, které oceňují energii, groove, dravost a nasazení kapely, a charisma frontmana Tomáše Hajíčka. Někteří publicisté (metalforever.info, musicreport.cz) uvádějí, že jde o nejlepší dílo kapely od vydání alba Druide!, obsahující hned několik hitových písní. Nicméně recenze na webu musicserver.cz poukazuje na nedostatek silných skladeb, problematické texty a nepříliš uvěřitelnou současnou image kapely.

## Videoklipy
K propagaci alba byl 31. května 2024 vydán videoklip k písni „Zlej kluk“ v režii Michala Skořepy. Ze známějších tváří se v něm objevili herec Leoš Noha a zpěvačka Bára Basiková.

## Seznam skladeb
| Pořadí         | Název           | Délka |
| -------------- | --------------- | ----- |
| 1.             | Intro           | 1:44  |
| 2.             | HovnoZle        | 4:07  |
| 3.             | Dokud jsem tady | 3:19  |
| 4.             | Free den        | 2:41  |
| 5.             | Chiméry         | 3:33  |
| 6.             | Pepa            | 2:57  |
| 7.             | Zlej kluk       | 4:37  |
| 8.             | ZasRáno         | 3:12  |
| 9.             | Na cajk         | 3:21  |
| 10.            | Ego             | 3:40  |
| 11.            | Tohle už znám   | 4:50  |
| Celková délka: | Celková délka:  | 37:55 |

## Obsazení
Krucipüsk
- Tomáš Hajíček – zpěv
- David Pavlík – kytara
- Josef Křeček – baskytara
- Tomáš Hajíček ml. – bicí

Produkce
- Martin „Holly“ Hollandr – nahrávání, mix (MC Studios), mastering (HollyCross Studio, Veleliby)
- Radek Drbohlav – fotografie
- Foggy Fogosh – ilustrace
- Milan Kudrnáč, Tomáš Hajíček – grafický design